# Азиев, Муса
Муса Азиев — российский боец смешанных единоборств, представитель полулёгкой весовой категории. Карьеру на профессиональном уровне начал в 2010 году, известен по участию в турнирах престижной бойцовской организации ACB. Чемпион ЮФО по боевому самбо, призер чемпионата России по боевому самбо, призер чемпионата России по грэпплингу, финалист Grand-Prix Berkut в полулёгком весе (2014). Участник гражданской войны в Сирии, погиб 2016 году, сражаясь на стороне сирийской оппозиции.

## Биография
Муса проживал в городе Грозном, тренировался в бойцовском клубе Беркут. Профессиональную карьеру в смешанных единоборствах начал в 2010 году. С 2010 по 2014 год он провёл три боя и одержал три уверенные победы, две досрочно и одну единогласным решением судей. 
Несмотря на то, что Муса только начинал свою профессиональную карьеру, эксперты ММА уже считали его перспективным бойцом благодаря его отличным навыкам вольной борьбы, физической силе и выносливости, которые являются основными составляющими в смешанных единоборствах – на этой базе можно построить многообещающую карьеру в смешанных боевых искусствах. 
В любительском турнире по ММА Муса встретился с бывшим чемпионом ACA Салманом Жамалдаевым и досрочно победил его болевым приемом кимура. 
В четвёртом бою в своей профессиональной карьере Муса разделил октагон с Абдурахманом Дудаевым за право оспорить вакантный пояс ACB. Бой получился очень равным, победа досталась его опытному сопернику спорным решением судей. Тогда многие комментаторы в чеченских ММА-группах считали, что победил Муса, также они отмечали, что Дудаеву присудили победу из-за того, что он провёл в три раза больше боёв, чем Азиев. 
После столь уверенного выступления на Гран-при Беркут у Азиева появились большие возможности для дальнейшей успешной карьеры, но спортивной славе он предпочёл гибель на чужбине в далекой Сирии. Он погиб в 2016 году в возрасте 24 года, воюя в рядах т.н. сирийской оппозиции.

## Спортивные достижения

### Смешанные единоборства
- Grand-Prix Berkut в полулёгком весе (2014) —

### Боевое самбо
- Чемпионат ЮФО по боевому самбо — ;
- Призер чемпионата России по боевому самбо;

### Грэпплинг
- Призер чемпионата России по грэпплингу[5].

## Статистика ММА
| Боёв 4          | Побед 3 | Поражений 1 |
| --------------- | ------- | ----------- |
| Нокаутом        | 0       | 0           |
| Сдачей          | 1       | 0           |
| Решением        | 2       | 1           |
| Ничьи           | 0       | 0           |
| Не состоявшихся | 0       | 0           |

| Результат | Рекорд | Соперник          | Способ                        | Турнир                                             | Дата           | Раунд | Время | Место                  | Примечание                                 |
| --------- | ------ | ----------------- | ----------------------------- | -------------------------------------------------- | -------------- | ----- | ----- | ---------------------- | ------------------------------------------ |
| Поражение | 3-1    | Абдурахман Дудаев | Решением (раздельным)         | Absolute Championship Berkut - Grand Prix Berkut 9 | 22 июня 2014   | 3     | 5:00  | Грозный, Чечня, Россия | Финал Grand Prix Berkut в полулёгком весе. |
| Победа    | 3-0    | Халид Юнусов      | Решением (единогласным)       | Absolute Championship Berkut - Grand Prix Berkut 7 | 18 мая 2014    | 2     | 5:00  | Грозный, Чечня, Россия |                                            |
| Победа    | 2-0    | Хетаг Кокоев      | Сабмишном (скручивание пятки) | IAFC - Pankration Caucasus Cup 2                   | 10 апреля 2010 | 1     | 3:30  | Россия                 |                                            |
| Победа    | 1-0    | Хетаг Кокоев      | Решением (единогласным)       | IAFC - Pankration Caucasus Cup 1                   | 2 февраля 2010 | 2     | 5:00  | Россия                 | Дебют в проф. ММА                          |